# Zeche Rummelskirchen
Die Zeche Rummelskirchen ist ein ehemaliges Steinkohlenbergwerk im Wittener Ortsteil Buchholz-Kämpen. Das Bergwerk war auch unter den Namen Zeche Rammelskirchen oder Zeche Vereinigte Rummelskirchen bekannt. Das Bergwerk befand sich im Bereich der heutigen Bruchstraße Ecke Brandholzweg.

## Geschichte

### Die Anfänge
In der Mitte des 18. Jahrhunderts legten Rudolph Spennemann und Konsorten aus Sprockhövel die Mutung auf ein Grubenfeld ein. Die Muter begehrten ein Feld von der Größe einer Fundgrube und sechs Maaßen. Am 7. Februar des Jahres 1751 wurden die beiden Längenfelder Rummelskirchen und Rummelskirchen Nebenbank verliehen. Die Verleihung der beiden Längenfelder erfolgte an getrennte Gewerkschaften. Während mit der eigentlichen Kohlenbank die Gewerken Spennemann und Konsorten belehnt worden waren, wurde mit der in der Vierung liegenden Nebenbank nur Spennemann belehnt. In dem Feld Rummelskirchen Nebenbank fand kein Abbau statt. In dem Feld Rummelskirchen wurde nach der Verleihung der Betrieb aufgenommen. Im Jahr 1754 erfolgte die Vermessung des Bergwerks. Am 15. Februar des Jahres 1771 waren als Gewerken Rudolph Spennemann und Henrich Jürgen Herberholtz in die Unterlagen des Bergamtes eingetragen. Die Gewerken hatten eine unterschiedlich hohe Anzahl an Kuxen. Die Rezeßgelder waren bis zu diesem Zeitpunkt regelmäßig bezahlt worden.

### Die weiteren Jahre
Im Jahr 1775 wurde das Bergwerk Zeche Rammelskirchen genannt. Noch vor dem Jahr 1796 war das Bergwerk für mehrere Jahre außer Betrieb. In der Zeit von 1825 bis 1829 wurde mit der Zeche Charlotte eine Betriebsgemeinschaft unter dem Namen Rummelskirchen & Charlotte gegründet. Zweck der Betriebsgemeinschaft war die Auffahrung eines gemeinsamen Stollens im Kamperbachtal. Im Jahr 1827 wurde der Schacht Hoffnung geteuft. Ab März des Jahres 1838 wurde das Bergwerk in Fristen gelegt. Im Jahr 1872 wurde das Bergwerk durch den Laurentius-Erbstollen wieder in Betrieb genommen. Die Förderung der abgebauten Kohle erfolgte über den Erbstollen. Nach dem Jahr 1880 war der Bereich oberhalb der Erbstollensohle abgebaut und das Bergwerk wurde stillgelegt. Im darauffolgenden Jahr wurde das Bergwerk von der Zeche Blankenburg angepachtet, die Zeche Rummelskirchen blieb aber weiterhin selbstständig. Im Jahr 1883 wurde das Bergwerk wieder in Betrieb genommen. Das Feld wurde aus dem Feld Saufberg heraus über die 104-Meter-Sohle der Zeche Blankenburg aufgeschlossen. Die Förderung erfolgte über einen Schacht der Zeche Blankenburg. Im Jahr 1892 wurde der Tiefbau beendet. Es wurde nun wieder oberhalb der Erbstollensohle des Laurentius Erbstollens abgebaut. Die Förderung der abgebauten Kohle erfolgte über den Erbstollen. Im Jahr 1894 wurde die Zeche Rummelskirchen endgültig stillgelegt. Im Jahr 1896 wurde das Bergwerk komplett von der Zeche Blankenburg übernommen. Nach der Übernahme durch Blankenburg wurde das Grubenfeld erneut aufgeschlossen.

## Förderung und Belegschaft
Die ersten Förderzahlen des Bergwerks stammen aus dem Jahr 1830, in diesem Jahr wurden 283 Tonnen Steinkohle gefördert. Im Jahr 1835 wurden 712 Tonnen Steinkohle gefördert. Im Jahr 1838 wurde eine Förderung von 180 ⅜ preußische Tonnen Steinkohle erbracht. Die ersten Belegschaftszahlen stammen aus dem Jahr 1872, es waren neun Bergleute auf dem Bergwerk angelegt, die eine Förderung von 255 Tonnen Steinkohle erbrachten. Im Jahr 1875 wurden mit 22 Beschäftigten 3200 Tonnen Steinkohle gefördert. Im Jahr 1880 wurden 4258 Tonnen Steinkohle gefördert. Im Jahr 1883 wurden mit fünf Bergleuten 135 Tonnen Steinkohle gefördert. Im Jahr 1885 lag die Förderung bei 4057 Tonnen Steinkohle, die Belegschaftszahl lag bei 16 Beschäftigten. Im Jahr 1890 wurden mit 28 Beschäftigten 9272 Tonnen Steinkohle gefördert. Die maximale Förderung des Bergwerks wurde im Jahr 1892 erbracht. Mit 35 Beschäftigten wurden 15.086 Tonnen Steinkohle gefördert. Die letzten Förderzahlen stammen aus dem Jahr 1894, in diesem Jahr wurden 1214 Tonnen Steinkohle gefördert.